# Victor A. Brumberg
Pour les articles homonymes, voir Brumberg.
Victor A. Brumberg (né le 12 février 1933) est un physicien théoricien russe spécialisé en mécanique relativiste et en astrométrie. Il a été un temps scientifique en chef de l'Institut d'astronomie appliquée de Léningrad (aujourd'hui Saint-Pétersbourg). Il habite désormais les États-Unis.
Brumberg gère des projets de l'IAU liés aux éphémérides. En 2008, il a obtenu le Brouwer Award (en) de l'American Astronomical Society.